# Le Morning de Cauet
Le Morning de Cauet était une émission de radio créée en 2001 D'abord diffusée sur Europe 2 à partir d'avril 2001, elle est devenue une émission de Fun Radio en septembre 2004 puis de Virgin Radio à partir du 1er septembre 2008, où elle était également appelée Cauet se lâche sur Virgin Radio !
Diffusée du lundi au vendredi de 6 h à 9 h, puis de 6 h à 10 h (voire plus lors des émissions en public) à partir de 2002, elle était présentée par Cauet, accompagné de Cécile de Menibus, Miko, Cartman (à la réalisation), Jean-Piètre ainsi que Chantal Ladesou pour la voix-off de l'émission.
À partir de 2002, l'émission du vendredi se fait en public avec des célébrités invitées. Cette émission est rapidement filmée et se retrouve diffusée également à la télévision sous le nom CaueTivi d'abord sur MCM de 2003 à 2004 (période Europe 2), puis sur TF6 de 2004 à 2008 (période Fun Radio).
Le lundi 28 avril 2025, il reprend l'animation de la matinale d’Europe 2, diffusée en direct de 7h à 11h. Il succède à Benjamin Castaldi et sera accompagné de ses fidèles complices : Stouf, Piètre et Corentin.

## Événements
Le 6 avril 2006, le Morning est réalisé depuis un TGV entre Paris et Marseille.
Le 19 décembre 2008, Cauet est allé offrir des cadeaux dans les hôpitaux parisiens, alors que des envoyés spéciaux en ont offert un peu partout dans les hôpitaux de France.
Le 6 février 2009, Cauet a fait un morning live devant plus de 6 000 personnes au Zénith de Strasbourg.
Le vendredi précédant la Fête de la Musique (le 20 juin 2009), Cauet a invité dans les locaux de Virgin Radio plusieurs artistes et a fêté le retour du rappeur belge Benny B.